# 19738 Calinger
Calinger (asteróide 19738) é um asteróide da cintura principal, a 1,8584973 UA. Possui uma excentricidade de 0,1854902 e um período orbital de 1 258,88 dias (3,45 anos).
Calinger tem uma velocidade orbital média de 19,71786695 km/s e uma inclinação de 7,73751º.
Este asteróide foi descoberto em 4 de Janeiro de 2000 por LINEAR.